# Ryan Tedder
Pour les articles homonymes, voir Tedder.
Ryan Benjamin Tedder, né le 26 juin 1979 à Tulsa dans l'Oklahoma, est un auteur-compositeur-interprète américain, membre du groupe OneRepublic.
Il est connu pour avoir notamment collaboré avec différents artistes comme Timbaland pour des reprises de Apologize et Marchin on, Beyoncé Knowles pour Halo ou encore Leona Lewis pour Bleeding Love. Plus récemment, il a participé au titre Rocketeer en tant que chanteur avec le groupe Far East Movement.
Il écrit aussi pour différents chanteurs et collabore notamment avec Adele sur l'album 21, avec Taylor Swift sur deux pistes de l'album 1989, ainsi qu'avec d'autres artistes renommés tels que Camila Cabello, Colbie Caillat, Demi Lovato, Gavin DeGraw, Kelly Clarkson, Lil Nas X, Maroon 5 et Paul McCartney.

## Biographie

### Enfance

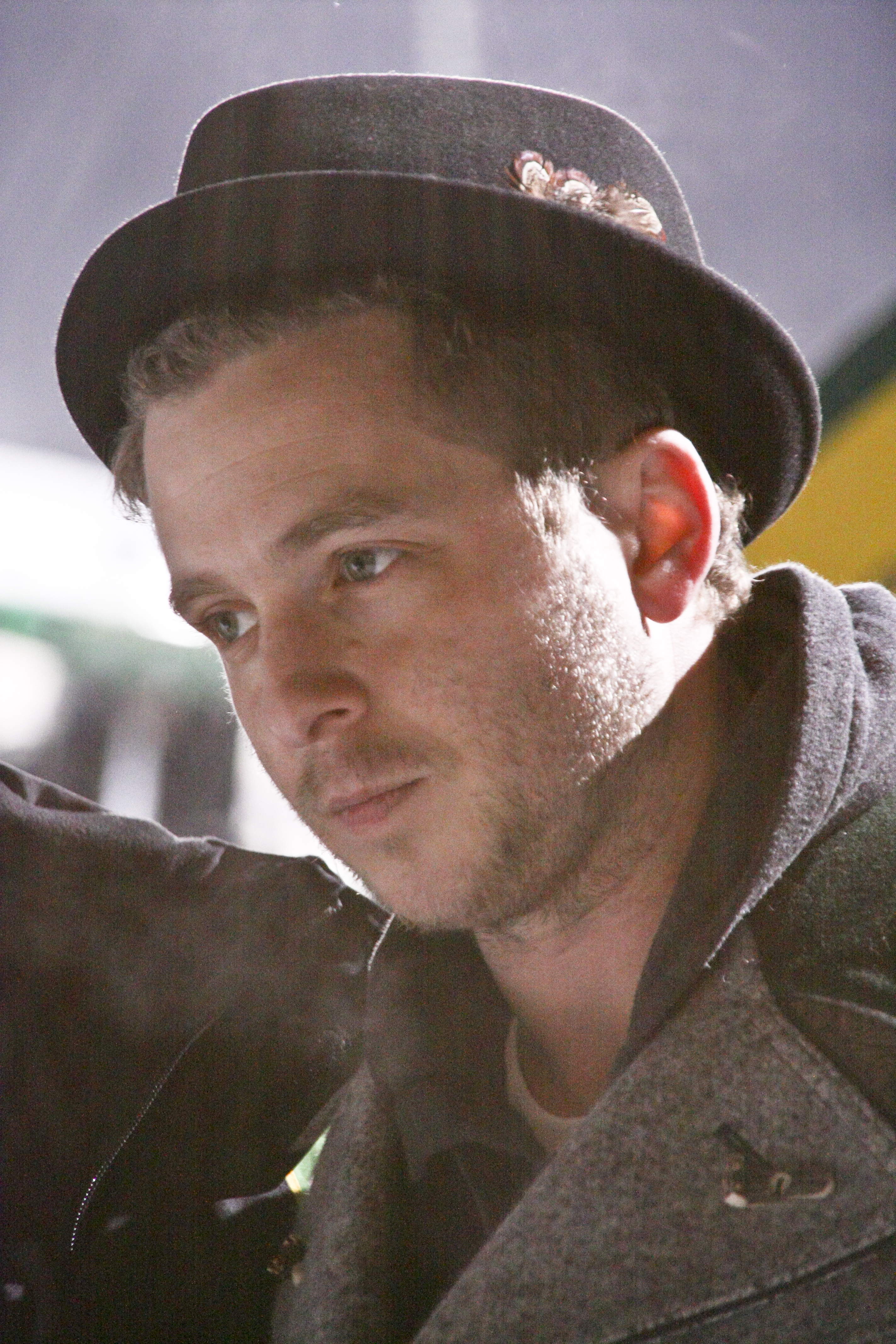
Ryan Tedder lors des Teen Choice Awards en 2011.

Il a été élevé à Tulsa, Oklahoma, dans une famille élargie de missionnaires et de pasteurs dans une église pentecôtiste .  Son père l'a très vite initié à la musique et il commence à jouer du piano à l'âge de trois ans grâce à la méthode Suzuki. Ryan est autodidacte, il commence à chanter à l'âge de douze ans en imitant ses chanteurs favoris : Peter Gabriel, Sting et Stevie Wonder. Il déménage par la suite à Colorado Springs, Colorado et étudie au lycée "Colorado Springs Christian High School". Il se liera d'amitié avec les futurs membres du groupe OneRepublic. Il a étudié en relations publiques à l'Oral Roberts University de Tulsa et a obtenu un Bachelor of Arts en 2001.

### Carrière
En 1996, Ryan et Zach Filkins décident de former un groupe de rock avec des amis du lycée de "Colorado Springs Christian High School".
En 2003, ils se réunissent à Los Angeles et forment leur deuxième groupe sous le nom de Republic. Neuf mois plus tard, ils signent un contrat avec Columbia Records. Eddie Fisher, Brent Kutzle, et Drew Brown rejoignent Ryan et Zach. Ils changent leur nom de groupe pour OneRepublic après que leur label a mentionné que le nom Republic pouvait leur apporter des problèmes avec d’autres groupes.

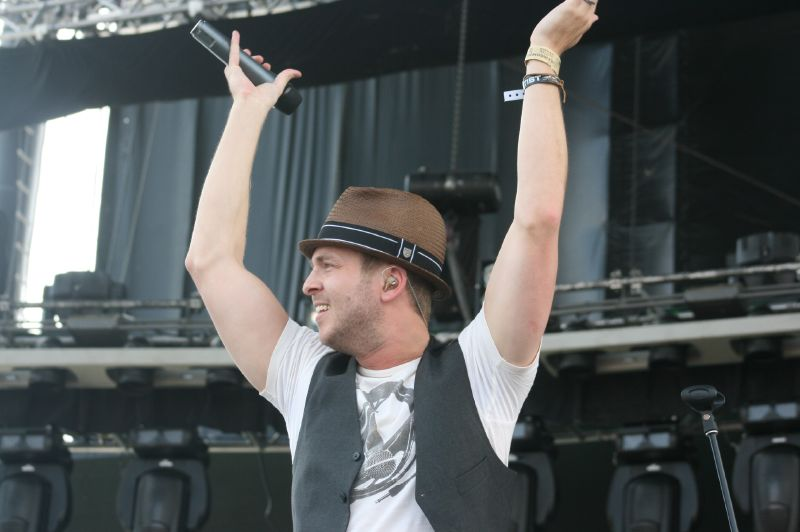
Ryan Tedder sur scène en 2009.

Le groupe travaille pendant deux ans et demi pour leur premier album et obtient un grand succès sur MySpace. Ils attirent alors l’attention de plusieurs labels comme celui de Timbaland Mosley Music Group. Peu de temps après, ils signent un contrat avec le label.
En 2007, le producteur Timbaland inclut à son album Shock Value son remix du single de OneRepublic, Apologize. Ce titre connaît un succès mondial et lance la carrière internationale du groupe. OneRepublic livre dans la foulée son premier album Dreaming Out Loud (2007). Ce disque est édité en France en 2008. Ainsi, en 2008, Dreaming Out Loud a été la 49e meilleure vente d'album dans le monde, soit plus d'un million d'exemplaires.
Le 17 novembre 2009, le groupe sort son deuxième album appelé Waking Up. Après l'énorme succès des singles Apologize et Stop and Stare, les chansons All the Right Moves, Secrets et Good Life propulse l'album dans les charts américains à la 21e place. En juin 2010, une nouvelle collaboration est faite entre Timbaland et OneRepublic qui font ensemble un Remix de la chanson Marchin On qui apparait dans l'album de Timbaland, Shock Value II. Le 16 juin 2010, OneRepublic effectuait la première partie de Bon Jovi au Palais omnisports de Paris-Bercy, et les 11 et 12 septembre 2010, ils font la première partie de U2 au Stade du Letzigrund de Zürich. En 2011, le groupe sort un remix de Good Life en compagnie du chanteur B.o.B.
En avril 2011, le groupe annonce sur Twitter travailler sur leurs troisième album intitulé Life in color, prévu pour 2012.
Son troisième album est sorti le 26 mars 2013 sous le nom de Native et non Life in color.
En 2017, il participe à la production de l'album Songs of Experience de U2.
En 2019, il participe à l'écriture de la chanson Can We Pretend de l'album Hurts 2B Human de la chanteuse américaine P!nk, ce titre est en featuring avec le groupe de DJ Cash Cash.

## Vie privée
Il est marié à Genevieve Tedder, qui apparaît sur l'album Dreaming Out Loud, avec laquelle il a un fils Copeland Cruz Tedder, né le 2 août 2010 à Denver, Colorado. Le couple a vu naître leur deuxième enfant, Miles, fin août.
Il est chrétien évangélique.

## Discographie

### Avec OneRepublic

#### Albums
- Dreaming Out Loud (2007)
- Waking Up (2009)
- Native (2013)
- Oh My My (2016)
- Human (2021)

#### Singles
- Apologize
- Stop and Stare
- Say (All I Need)
- Mercy
- Come Home
- All the Right Moves
- Secrets
- Marchin On
- Good Life
- Counting Stars
- Love Runs Out
- If i lose myself
- Ordinary Human
- I Lived
- Feel again
- Wherever i go
- Kids
- Let's hurt tonight (Bande originale du film beauté cachée)
- Run
- Someday
- Sunshine
- West Coast
- You Were Loved (participation de Gryffin)

### En tant qu'artiste invité
- Calling (Lose My Mind) (Sebastian Ingrosso et Alesso participation de Ryan Tedder)
- Gonna Get Over You (Sara Bareilles participation de Ryan Tedder)
- Rocketeer (Far East Movement participation de Ryan Tedder)
- The Fighter (Gym Class Heroes participation de Ryan Tedder)
- Lost At Sea (Zedd participation de Ryan Tedder)
- Never Let You Go (B.o.B participation de Ryan Tedder)
- The Missing (Cassius participation de Ryan Tedder & Jaw)
- Hey You (Cassius participation de Ryan Tedder)
- One Day (Logic participation de Ryan Tedder)